# Космическое семейство Стоун
«Космическое семейство Стоун» (англ. The Rolling Stones, в Великобритании издавался под названием Space Family Stone) — научно-фантастический роман Роберта Хайнлайна, впервые был опубликованный в 1952 году. Сокращённый вариант романа был опубликован сначала в журнале Boys' Life с названием «Tramp Space Ship». В том же году он был опубликован в твёрдом переплёте как очередная часть серии романов Хайнлайна для подростков.

## Сюжет
Стоуны, семейство с Луны, покупают и восстанавливают списанный космический корабль и отправляются на экскурсию по Солнечной системе.
Близнецы-подростки, Кастор и Поллукс, решили при этом заняться бизнесом, продав на Марсе, первой остановке Стоунов, партию велосипедов. Однако из-за этих велосипедов они чуть не попали в тюрьму за неуплату импортных пошлин, выручила их в суде бабушка Хейзел. Также на Марсе близнецы покупают для младшего брата Вундера марсианского плоского кота, маленького пушистого зверька, мурлыкающего по-кошачьему, и берут его с собой.
Далее Стоуны отправляются в пояс астероидов, где идёт добыча радиоактивных руд и графита, похожая по характеру на золотую лихорадку. Близнецы и здесь решили заработать, взяв с собой груз деликатесов и предметов роскоши, полагая, что торговцы в таких условиях имеют больше шансов разбогатеть, чем обычные старатели. По пути туда плоский кот начал активно размножаться, что вынудило Стоунов отправить разросшуюся популяцию котов в спячку в холодный трюм, а потом эти запасы котов были успешно распроданы шахтёрам на астероидах. В итоге Стоуны решили продолжить своё путешествия дальше, к Титану, чтобы увидеть кольца Сатурна.

## Связь с другими работами Хайнлайна
В книге упоминается участие Хейзел Стоун в Лунной революции. Четырнадцать лет спустя Хайнлайн опубликовал роман «Луна — суровая хозяйка», рассказывающий историю революции и войны за независимость Луны, где Хейзел была отведена небольшая, но важная роль. Хейзел, Поллукс и Кастор появляются в «Числе зверя» и «Коте, проходящем сквозь стены». Также Хейзел присутствует в «Уплыть за закат».
Описанные в книге марсиане в целом похожи на марсиан из «Чужака в чужой стране» и «Красной планеты».

## Приём критиков
Грофф Конклин описал роман как «совершенно восхитительная работа». Бучер и Маккомас оценили его как «несомненно самая правдоподобная, тщательно детализированная картина межпланетного будущего, в каком бы году мы с ним не столкнулись». Питер Ш. Миллер, сославшись на «свежесть и простоту» романа, охарактеризовал его как «галерея человеческих портретов в натуральную величину, живущих в реальном мире будущего, каждая деталь которого вписана в сюжет с высочайшей точностью».
Джек Уильямсон в своём обзоре юношеской серии Хайнлайна охарактеризовал книгу как «грёза о личной свободе», написанная с «завидным мастерством». Он отметил, что роман «плотно начинён этой тематической нагрузкой», в отличие от последующих взрослых романов Хайнлайна. Алексей Паншин писал, что этот роман стал последним в серии Хайнлайна, в котором несовершеннолетние герои зависят от взрослых, что является важной переменой. Он похвалил автора за прекрасно прописанные семейные сцены Стоунов, когда семь живых, думающих персонажей одновременно разговаривают и спорят друг с другом.